# San Antonio de Putina
San Antonio de Putina is een provincie in de regio Puno in Peru. De provincie heeft een oppervlakte van 3.207 km² en telt 69.250 inwoners (2015). De hoofdplaats van de provincie is het district Putina.

## Bestuurlijke indeling
De provincie San Antonio de Putina is verdeeld in vijf districten, UBIGEO tussen haakjes:
- (211002) Ananea
- (211003) Pedro Vilca Apaza
- (211001) Putina, hoofdplaats van de provincie
- (211004) Quilcapuncu
- (211005) Sina

Azángaro · Carabaya · Chucuito · El Collao · Huancane · Lampa · Melgar · Moho · Puno · San Antonio de Putina · Sandia · San Román · Yunguyo